# Neopachygaster vitrea
Neopachygaster vitrea is een vliegensoort uit de familie van de Stratiomyidae. De wetenschappelijke naam van de soort is voor het eerst geldig gepubliceerd in 1930 door Hull.